# وشم کوچک
وشم کوچک (نام علمی: Crypturellus soui) نام یک گونه از سرده دمچه‌پنهان‌ها است.